# Panic (comic book)
Pour les articles homonymes, voir Panic.
Panic est un comic book humoristique américain créé par William Gaines et Al Feldstein en février 1954 et publié par EC Comics. Le succès de Mad, dont Harvey Kurtzman est rédacteur en chef, incite l'éditeur William Gaines à proposer une autre publication parodique. Al Feldstein est le rédacteur en chef de ce titre et participe à l'écriture de nombreuses histoires. Dès le premier numéro, le comics s'attire les foudres des bien-pensants car on y trouve une parodie de The Night Before Christmas et un personnage travesti dans la première histoire, My gun is the jury. Sa parution cesse en décembre 1955.